# Le Grand Chef (film, 2007)
Pour les articles homonymes, voir Le Grand Chef.
Pour plus de détails, voir Fiche technique et Distribution.
Le Grand Chef (식객,  Sikgaek) est un film sud-coréen réalisé par Jeon Yun-su, sorti en 2007.

## Synopsis
La trame de fond du film se base sur les concours culinaires faisant penser au manga Mister Ajikko (le petit chef).
Ce film voit s'affronter deux disciples héritiers du savoir de deux maîtres cuisiniers ayant servi l'empereur, dont l'un aurait servi un plat devenu une légende et dont la recette demeure inconnue. 
D'un côté, il y a un cuisinier ayant failli empoisonner le jury dans son enfance et de l'autre, un cuisinier émérite ; seul un arrivera peut-être a refaire la recette légendaire.

## Fiche technique
- Titre : Le Grand Chef
- Titre original : 식객 (Sikgaek)
- Réalisation : Jeon Yun-su
- Scénario : Jeon Yun-su
- Société de production : Show East
- Société de distribution : CJ Entertainment
- Pays d'origine :  Corée du Sud
- Langue originale : coréen
- Genre : comédie dramatique
- Durée : 113 minutes
- Dates de sortie : 
  -  Corée du Sud : 1er novembre 2007
  -  France : 4 novembre 2008 (Asiexpo), 1er avril 2009

## Distribution
- Kim Kang-woo
- Won-hie Lim
- Ha-na Lee

## Distinctions
Le film a été nommé pour deux Blue Dragon Film Awards et pour trois Grand Bell Awards.